# Alfred Mehlhorn
Alfred Martin Mehlhorn (* 11. November 1850 in Leipzig; † 13. August 1932 in Dresden) war ein sächsischer Generalleutnant.

## Leben

### Militärkarriere
Mehlhorn trat im Zuge des Krieges gegen Frankreich als Einjährig-Freiwilliger in das Feld-Artillerie-Regiment Nr. 12 der königlich-sächsischen Armee ein. Er entschied sich nach Kriegsende für eine Offizierslaufbahn und avancierte 1873 zum Sekondeleutnant bei seinem Regiment und gehörte diesem noch bis 1879 an. Nach Versetzung zum Fuß-Artillerie-Regiment Nr. 12 in Metz erfolgte dort 1880 seine Beförderung zum Oberleutnant. 1884 kehrte er wieder zu seinem ursprünglichen Regiment zurück und avancierte dort 1886 zum Hauptmann und Batteriechef. 1893 wurde er Major und Abteilungskommandeur beim Feld-Artillerie-Regiment Nr. 32 und trat nach Beförderung zum Oberstleutnant im Jahre 1899 mit seiner Abteilung in das neuformierte Feld-Artillerie-Regiment Nr. 68 über.
Ein Jahr später, am 27. Februar 1900, wurde er Kommandeur des 2. Feldartillerie-Regiments Nr. 28 in Pirna und stieg am 23. März 1901 zum Oberst auf. Am 23. April 1904 beauftragte man Mehlhorn zunächst mit der Führung der 1. Feldartillerie-Brigade Nr. 23 und ernannte ihn am 28. Oktober 1904 zum Kommandeur dieses Großverbandes. In dieser Eigenschaft wurde er am 23. September 1905 Generalmajor und erhielt im Januar 1908 die Erlaubnis zur Annahme des Kommandeurkreuzes I. Klasse des Ordens vom Zähringer Löwen. In Genehmigung seines Abschiedsgesuches wurde er am 15. April 1908 mit Pension und der Berechtigung zum Tragen seiner Uniform zur Disposition gestellt. Anlässlich seiner Verabschiedung verlieh ihm König Friedrich August III. das Komturkreuz II. Klasse seines Verdienstordens und in nachmaliger Würdigung seiner Verdienste erhielt er am 22. Mai 1909 den Charakter als Generalleutnant.
Er zog sich im Ruhestand nach Niederlößnitz bei Radebeul, wo er ein dortiges Gebäude erwarb und durch die Architekten Georg Heinsius von Mayenburg und Paul Ziller in das Landhaus Mehlhorn umbauen ließ.
Er widmete sich der Mitarbeit im Landesausschuss der Vereine vom Roten Kreuz und vom Albert-Verein, dem er auch während des Ersten Weltkrieges und der Zeit danach angehörte.

### Familie
Mehlhorn war verheiratet und Vater einer Tochter. Nachdem Mehlhorns Tochter kinderlos verstorben war, ging sein Wohnhaus 1960 in den Besitz der Stadt Radebeul über.